# Växsjön
Växsjön är en sjö i Bollnäs kommun i Hälsingland och ingår i Ljusnans huvudavrinningsområde. Sjön är 13,2 meter djup, har en yta på 6,04 kvadratkilometer och befinner sig 85 meter över havet. Sjön avvattnas av vattendraget Ljusnan. Vid provfiske har en stor mängd fiskarter fångats, bland annat abborre, braxen, gers och gös.

## Delavrinningsområde
Växsjön ingår i det delavrinningsområde (681025-153446) som SMHI kallar för Utloppet av Växsjön. Medelhöjden är 85 meter över havet och ytan är 6,04 kvadratkilometer. Räknas de 1443 avrinningsområdena uppströms in blir den ackumulerade arean 14 728,53 kvadratkilometer. Avrinningsområdets utflöde Ljusnan mynnar i havet. Avrinningsområdet har 5,86 kvadratkilometer vattenytor vilket ger det en sjöprocent på 97,6 procent.

## Fisk
Vid provfiske har följande fisk fångats i sjön:
- Abborre
- Braxen
- Gärs
- Gös
- Löja
- Mört
- Nors
- Ruda
- Siklöja
- Stäm
- Gädda
- Id